# Suede (musikalbum)
Suede är Suedes debutalbum, utgivet den 29 mars 1993. Samtliga låtar är skrivna av Brett Anderson och Bernard Butler. Albumet gick direkt in på förstaplatsen på UK Albums Chart. Låten "Animal Nitrate" blev en stor hit. Albumet utgavs som LP, kassettalbum och CD.
Den 30 mars 2018 släppte Suede ett boxset med fem skivor för att hugfästa 25-årsjubileet av debutalbumet.
På Allmusic fick albumet fem stjärnor av fem möjliga.

## Låtlista
All sångtext är skriven av Brett Anderson, alla låtar är komponerade av Bernard Butler.
| Nr  | Titel           | Längd |
| --- | --------------- | ----- |
| 1.  | So Young        | 3:38  |
| 2.  | Animal Nitrate  | 3:27  |
| 3.  | She's Not Dead  | 4:33  |
| 4.  | Moving          | 2:50  |
| 5.  | Pantomime Horse | 5:49  |
| 6.  | The Drowners    | 4:10  |
| 7.  | Sleeping Pills  | 3:51  |
| 8.  | Breakdown       | 6:02  |
| 9.  | Metal Mickey    | 3:27  |
| 10. | Animal Lover    | 4:17  |
| 11. | The Next Life   | 3:32  |

| 12. | The Drowners (Rocking Horse demo) | 3:59 |
| 13. | Metal Mickey (Island demo)        | 2:38 |
| 14. | Pantomime Horse (Island demo)     | 5:39 |
| 15. | He's Dead (Rocking Horse demo)    | 4:11 |
| 16. | Moving (Rocking Horse demo)       | 3:01 |
| 17. | To the Birds (Rocking Horse demo) | 5:18 |
| 18. | Sleeping Pills (West End demo)    | 3:55 |

| 1.  | My Insatiable One                          |                                      | 2:57 |
| 2.  | To the Birds                               |                                      | 5:25 |
| 3.  | He's Dead                                  |                                      | 5:13 |
| 4.  | Where the Pigs Don't Fly                   |                                      | 5:35 |
| 5.  | Painted People                             |                                      | 2:50 |
| 6.  | The Big Time                               |                                      | 4:28 |
| 7.  | High Rising                                |                                      | 5:57 |
| 8.  | Dolly                                      |                                      | 2:44 |
| 9.  | My Insatiable One (Piano version)          |                                      | 2:47 |
| 10. | Brass in Pocket                            | Chrissie Hynde, James Honeyman-Scott | 4:17 |
| 11. | Diesel (Instrumental – Studio Outtake)     | Butler                               | 3:56 |
| 12. | Stars on 45 (Rehearsal Room Recording)     | Jaap Eggermont, Martin Duiser        | 2:31 |
| 13. | Just a Girl (featuring Justine Frischmann) | Anderson                             | 3:01 |
| 14. | Sleeping Pills (Strings)                   |                                      | 1:16 |

| 1. | The Drowners (Video)                                                            | 3:48  |
| 2. | Metal Mickey (Video)                                                            | 3:36  |
| 3. | Animal Nitrate (Video)                                                          | 3:24  |
| 4. | So Young (Video)                                                                | 3:40  |
| 5. | The Drowners (US Video)                                                         | 3:49  |
| 6. | Animal Nitrate (Live at The Brit Awards – Alexandra Palace, 16th February 1993) | 3:25  |
| 7. | Live at The Leadmill – Sheffield, 27th February 1993                            | 42:02 |
| 8. | Love and Poison – Live at Brixton Academy, 16th May 1993                        | 57:02 |
| 9. | Brett Anderson and Bernard Butler 2011 Interview                                | 26:23 |

## Musiker
- Brett Anderson – sång
- Bernard Butler – gitarr, piano
- Mat Osman – elbas
- Simon Gilbert – trummor